# Lee Chan-myung
Lee Chan-Myung ou Lee Chang-Myung - em coreano, 리 장 - 명동 (2 de janeiro de 1947) - é um ex-jogador de futebol da Coreia do Norte, nascido em uma zona de ocupação da extinta União Soviética. Atuava como goleiro.

## Carreira
Em toda sua carreira, defendeu apenas um clube, o Kigwancha, mas seu período pela equipe é desconhecido.

## Seleçã0
Aos 19 anos, Lee foi o titular da seleção norte-coreana (era o atleta mais jovem do elenco) nas quatro partidas dos Chollima na Copa de 1966, a primeira disputada pelo país.. No jogo contra a Itália, naquela que, ao lado da vitória dos Estados Unidos sobre a Inglaterra na Copa de 1950, é considerada a maior "zebra" da história das Copas, fez uma grande defesa num chute de Marino Perani. É, ainda, o goleiro titular mais jovem da história da competição.
Os coreanos passaram às quartas-de-final (não existiam oitavas), onde foram eliminados por Portugal de Eusébio; poderiam ter ido ainda mais longe, pois chegaram a estar vencendo o jogo por 3 - 0, mas o "Pantera" iniciou uma das maiores recuperações em uma Copa do Mundo, fazendo quatro dos cinco gols da virada lusitana. Apesar disso, a Coreia do Norte ficou até 2002 como a seleção asiática a ter ido mais longe em um mundial, quando foram superados pelos vizinhos do Sul, quando estes foram às semifinais após jogos de arbitragem contestada. Os próprios torcedores sul-coreanos relembraram o feito do vizinho do Norte quando enfrentaram a Itália, nas oitavas.
Em 1973, Lee faria mais três partidas, contra Irã, Síria e Kuwait, válidas pelas eliminatórias asiáticas para a Copa de 1974, a qual a Coreia do Norte não conseguiu a classificação. No total, foram 12 jogos disputados em oito anos de seleção.